# Finske ortodokse kirke
Den Finske ortodokse kirke (finsk: Suomen ortodoksinen kirkko, svensk: Finska ortodoxa kyrkan) er en selvstyrende kristen ortodoks kirke underlagt Konstantinopel Patriakats jurisdiktion.
I Finland, der erklærede sig selvstændigt fra Rusland i 1917, var den ortodokse kirke egentlig et fremmedlegeme, idet  dens tilhængere primært fandtes blandt folkeslaget karelerne i øst og ellers kun blandt russiske tilflyttere. Finland bestod i 1917 efter sin selvstændighedserklæring af det nuværende Finland og næsten hele Karelen; grænsen mod det sovjetiske Rusland var langt østligere, end den er i dag. Dermed var de ortodokse i Finland blevet en vigtig regional minoritet, som den finske stat ønskede at integrere i det finske samfund. Et af de vigtigste midler til denne integration var kirken, der skulle sammenvæves  med statsapparatet som en statskirke ved siden af den lutherske majoritetskirke. En sådan plan forudsatte, at den kirkelige administration samarbejdede, og der var mange mennesker i kirken, der ønskede det samme. Men biskop Serafim (Lukjanov) af Helsinki og hele Finland (1879-1959) var imod. Han var russisk nationalpatriot og nægtede at lære finsk eller udnævne en finsktalende hjælpebiskop. Derfor bestemte regeringen sig for at sende en delegation til Istanbul for at afklare den finske kirkes situation og få viet en biskop, der ville samarbejde med regeringen. 
Delegationen rejste i sommeren 1923 og havde held med sig, da de vendte tilbage med en autonomierklæring fra patriarkatet og den nyviede biskop Herman (Aav) af Karelen (1878-1961). Den finske stat fjernede Serafim fra kirkeledelsen bl.a. med begrundelse i, at han som statsansat skulle lære sig sproget, hvilket han ikke ville. I stedet for blev biskop Herman leder af den finske ortodokse kirke indtil sin død i 1961.
I mellemkrigstiden (1919-1939) gjorde staten flere foranstaltninger for at "forfinske" kirken. Det gjaldt specielt klostrene, hvor konservative og russisknationale munke blev udvist fra landet. Staten førte også en kampagne for at gøre liturgien i alle menigheder finsk, og de russiske elementer blev trængt ud af den finske ortodokse kirke. Under 2. verdenskrig mistede Finland det meste af Karelen, hvor de ortodokse primært boede. Beboerne i områderne, der blev erobret af Sovjetunionen, flygtede i stor stil og bosatte sig over hele det tilbageværende Finland.
Kirken i Rusland accepterede ikke, at den finske kirke var blevet autonom og havde forladt dens jurisdiktion, men den kunne ikke gøre noget, så længe den var undertrykt i Sovjetunionen. I løbet af 2. verdenskrig så Josef Stalin (1878-1953) dog, at kirken kunne være nyttig til at styrke moralen i militæret, og han lod den russiske ortodokse kirke få friere tøjler. Efter krigen var forbi, forsøgte den russiske kirke at genvinde sin magt i Finland, men ærkebiskop Herman var ubøjelig, og den russiske kirke anerkendte derpå den finske kirkes status i 1957.
Således blev den finske ortodokse kirke for alvor en virkelig landsdækkende kirke, hvor den før havde været en regional særinstitution. I dag er den Finlands anden nationalkirke med menigheder over hele Finland, selv om den omfatter mindre end 55.000 af Finlands indbyggere.